# اوچسن
اوچسن (به لاتین: Ochsen) یک کوه در سوئیس است که در کانتون برن واقع شده‌است. اوچسن ۲٬۱۸۸ متر بالاتر از سطح دریا واقع شده‌است.